# The Third Kiss (film fra 1919)
The Third Kiss er en amerikansk stumfilm fra 1919 af Robert G. Vignola.

## Medvirkende
- Vivian Martin som Missy
- Harrison Ford som Oliver Cloyne
- Robert Ellis som Rupert Bawlf
- Kathleen Kirkham som Cynthia Bawlf
- Thomas Persse som Paton